# Viola columnaris
Viola columnaris är en violväxtart som beskrevs av Carl Skottsberg. Viola columnaris ingår i släktet violer, och familjen violväxter. Inga underarter finns listade i Catalogue of Life.